# Kyrylo Hryhorovych Stetsenko
Kyrylo Hryhorovych Stetsenko (tiếng Ukraina: Кирило Григорович Стеценко; 12 tháng 5 năm 1882 – 29 tháng 4 năm 1922) là một nhà soạn nhạc, nhạc trưởng, nhà phê bình và giáo viên người Ukraina. Về cuối đời, ông trở thành một Linh mục Chính thống giáo Ukraina và là Trưởng khoa Âm nhạc của Bộ Giáo dục của một đất nước Cộng hòa Nhân dân Ukraina chỉ tồn tại trong một thời gian ngắn.

## Tiểu sử

### Thời thơ ấu và học vấn
Kyrylo Stetsenko sinh ra ở Kvitky, vùng đất Cherkashchyna, Ukraina. Cha của ông Hryhoriy là một họa sĩ vẽ tranh biểu tượng và nổi tiếng với việc vẽ tranh cho các nhà thờ ở những ngôi làng gần đó. Mẹ của ông, Mariia, là con gái của một phó tế trong cùng làng. Kyrylo là đứa con thứ tám trong số mười một người con.
Khi Kyrylo Stetsenko lên 10 tuổi, cậu ruột của ông là Danylo Horyanskyi đã đưa ông đến học tại Trường Nhà thờ Saint Sophia, nơi ông theo học trong năm năm từ năm 1892 đến năm 1897. Ông sống với cậu của mình ở Kyiv và chỉ trở về nhà với bố mẹ vào mùa hè. Tuy nhiên, vì gia đình nghèo nên ông phải đi làm trong "kỳ nghỉ" này, và mẹ ông sẽ dùng số tiền ông kiếm được để mua quần áo mới cho ông.
Trong thời gian học tại trường, Stetsenko đã hát trong dàn hợp xướng của trường và sau ba năm, ông đã trở thành người chỉ huy dàn nhạc. Ông cũng học cách chơi đàn đạp hơi và piano. Năm mười ba tuổi, ông đã viết tác phẩm đầu tiên của mình: Tôi sẽ luôn ca ngợi Chúa cho ca đoàn.

### Học viện Thần học và Chủng viện Kyiv
Hoàn thành chương trình giáo dục phổ thông vào năm 1897, Stetsenko bắt đầu theo học tại Học viện Thần học và Chủng viện Kyiv. Nhiều tác phẩm hợp xướng gốc của ông được sáng tác trong thời kỳ này.
Một cột mốc quan trọng trong quá trình phát triển sự nghiệp nhạc sĩ của ông là mối quan hệ với Mykola Vitaliiovych Lysenko, sau này trở thành tình bạn. Stetsenko lần đầu gặp nhà soạn nhạc người Ukraina này vào năm 1899 và trở thành thành viên trong dàn hợp xướng của Lysenko với vai trò ca sĩ và trợ lý nhạc trưởng. Nhà soạn nhạc trẻ đã vô cùng vinh dự khi trong lễ khánh thành tượng đài Ivan Petrovych Kotliarevsky ở Poltava, dàn hợp xướng Lysenko đã biểu diễn tác phẩm Burlaka của Stetsenko. Lysenko sẽ giới thiệu Stetsenko với nhóm trí thức của mình bằng câu nói "Đây là người sẽ thay thế tôi sau khi tôi chết". Một số người trong số này là Mykhailo Starytsky, Lesya Ukrainka, Vasyl Stefanyk, Mykhailo Kotsiubynsky, Olena Pchilka, Volodymyr Samiylenko, Mykola Arkas, Ivan Steshenko, Hnat Khotkevych và nhiều người khác.
Hoàn thành chương trình học vào năm 1903, Kyrylo Stetsenko quyết định làm giáo viên âm nhạc, nhà phê bình âm nhạc, nhạc trưởng nhà thờ và nhà soạn nhạc, thay vì trở thành linh mục ngay lập tức.

### Đế quốc Nga
Cuộc sống của nhà soạn nhạc liên tục bị ảnh hưởng bởi các sự kiện chính trị. Stetsenko đã tiếp tay cho việc xuất bản quốc ca Ukraina của riêng mình mà không có sự chấp thuận của cơ quan kiểm duyệt Nga vào năm 1911. Người thợ in (A. Chokolov) đã tự nhận hoàn toàn trách nhiệm vì đã từ chối buộc tội Stetsenko, và kết quả là ông đã bị kết án tử hình. Chính quyền Nga không thể chứng minh được sự đồng lõa của Stetsenko và ông đã bị trục xuất khỏi Kyiv. Ông đã cố gắng quay trở lại thành phố nhưng phải rời đi một năm sau đó do áp lực chính trị và kinh tế. Năm 1911, theo lời khuyên của chú mình, Stetsenko đã trở thành một linh mục Chính thống giáo. Tuy nhiên, sự an toàn về tài chính cũng phải trả giá. Nhà soạn nhạc được yêu cầu phục vụ tại một ngôi làng xa xôi ở phía tây nam Ukraina, cách xa đời sống văn hóa của Kyiv. Ở đó, trong thời gian tự lưu vong, Stetsenko đã vượt qua được cơn bão chính trị của Thế chiến thứ nhất.

### Sau Cách mạng năm 1917
Kyrylo Stetsenko trở về Kyiv khi Cách mạng Nga nổ ra năm 1917. Khi Cộng hòa Nhân dân Ukraina được thành lập, Stetsenko được bổ nhiệm làm Trưởng phòng Âm nhạc thuộc Bộ Giáo dục. Ông đã thành lập hai dàn hợp xướng quốc gia. Một dàn hợp xướng do nhạc sĩ Oleksandr Koshyts chỉ huy đã lưu diễn khắp Châu Âu và Bắc Mỹ để quảng bá cho Ukraina với tư cách là một quốc gia độc lập. Stetsenko dẫn đầu dàn hợp xướng còn lại đi lưu diễn khắp Ukraina để thúc đẩy sự thống nhất dân tộc.
Khi những người theo chủ nghĩa Bolshevik tiếp quản Ukraina vào năm 1920, dàn hợp xướng Koshyts bị mắc kẹt ở nước ngoài trong khi dàn hợp xướng Stetsenko bị chính quyền Cộng sản mới giải tán.
Stetsenko rời Kyiv để làm việc tại một giáo xứ ở làng Vepryk, phía nam thành phố. Ngôn ngữ của giáo xứ này chỉ là tiếng Ukraina và vào năm 1921, ông trở thành một trong những người sáng lập Giáo hội Chính thống giáo Tự quản Ukraina. Tại Vepryk, ông đã thành lập một dàn hợp xướng và nhà hát, tại đây ông biểu diễn trên sân khấu. Dân làng gọi Stetsenko là "Người cha sáng suốt".
Khi các cuộc đàn áp chính trị tiếp tục diễn ra ở Ukraina, nạn đói và bệnh tật bắt đầu lan rộng, sau đó đã ảnh hưởng đến Kyrylo Stetsenko. Vào mùa xuân năm 1922, ông đã qua đời vì bệnh sốt phát ban khi đang chăm sóc người bệnh trong một đợt bùng phát dịch bệnh.

## Tác phẩm
Trong các tác phẩm và hoạt động của mình, Stetsenko tiếp tục tập trung vào phòng trào âm nhạc dân tộc Ukraina được khởi xướng bởi Mykola Lysenko. Stetsenko đã sáng tác hơn 30 tác phẩm thanh nhạc solo theo lời của các nhà thơ Ukraina Taras Shevchenko, Ivan Franko, Lesya Ukrainka, Oleksandr Oles và những người khác. Ông đã sáng tác 42 ca khúc nghệ thuật, hơn 100 tác phẩm hợp xướng tôn giáo và thế tục, bao gồm hai bài phụng vụ và một bài cầu hồn, cùng nhạc cho hàng chục tác phẩm sân khấu. Các bài hát nghệ thuật của ông đã được thu âm bởi nghệ sĩ bass baritone người Anh nổi tiếng Pavlo Hunka.
Những tác phẩm vĩ đại và nổi tiếng nhất của Stetsenko được viết vài tháng trước khi ông qua đời. Tác phẩm cuối cùng của ông là panakhyda được viết để tưởng nhớ người thầy và người bạn Mykola Lysenko của ông.

## Di sản

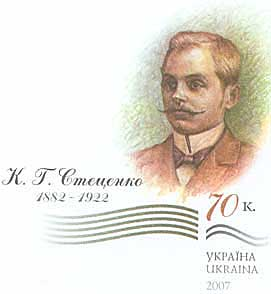
Stetsenko xuất hiện trên tem bưu điện Ukraina.

Năm 1982, để kỷ niệm 100 năm ngày sinh của Kyrylo Stetsenko, ngôi nhà của Stetsenko ở Vepryk đã được chuyển đổi thành bảo tàng về nhà soạn nhạc này, với một cuộc triển lãm về những hiện vật có ở đó trong suốt cuộc đời ông. Bên cạnh đó, nhà thờ nơi nhà soạn nhạc làm việc cũng được phục hồi. Ngôi mộ của Stetsenko được trang trí đẹp mắt với một tượng đài bằng đá lớn dành cho nhà soạn nhạc được đặt bên cạnh.